# Lithacodia olivella
Lithacodia olivella är en fjärilsart som beskrevs av Max Wilhelm Karl Draudt 1950. Lithacodia olivella ingår i släktet Lithacodia och familjen nattflyn. Inga underarter finns listade i Catalogue of Life.